# Montes Cordillera
Montes Cordillera (la denominación proviene del vocablo español: "cordillera"; cadena de montañas) es el nombre de un sistema montañoso de la Luna. Este relieve característico forma la pared exterior de cumbres que rodean la cuenca de impacto del Mare Orientale. El anillo interior está formado por los Montes Rook. El centro del sistema está localizado en las coordenadas lunares 17.5° S, 81.6° W, y su diámetro es de 963 km.
Las cumbres están situadas atravesando el limbo sudoeste de la Luna, de modo que se observan parcialmente desde la Tierra. El extremo occidental está aproximadamente en los 116° W de longitud, en el lado oculto de la Luna. La parte del norte se sitúa justo al sur del ecuador lunar, mientras que la extensión hacia el sur alcanza aproximadamente 38° S. La cara interior de la cordillera es un anillo sencillo, desigual y escarpado que rodea los Montes Rook, mientras que la extensión exterior consta de una plataforma ancha formada por los materiales eyectados que se depositaron durante la formación del Mare Orientale. Estos materiales han formado varias crestas y valles radiales al Mare Orientale, y han modificado fuertemente las formaciones cercanas de cráteres preexistentes.
A lo largo del lado interior de la cordillera hacia el nordeste se localiza un pequeño mar lunar, denominado Lacus Autumni, o Lago de Otoño. Al nordeste se encuentran los cráteres Schlüter y Hartwig. Este último ha sido significativamente modificado por los materiales eyectados del Mare Orientale, mientras que el otro es una formación más joven, resultado de un impacto posterior.
La porción sureste de la cordillera contiene los cráteres Krasnov y Shaler. Al sureste de esta última formación, aparece el valle radial denominado Vallis Bouvard. Más hacia el sur y al este, aparecen otros dos valles radiales, el Vallis Baade y Vallis Inghirami. Un tercer valle radial similar, el Vallis Bohr, se sitúa al norte de los Montes Cordillera, al oeste del cráter Bohr.
Como ya se ha indicado, el nombre Cordillera significa una cadena de montañas en español.